# Iduna (schip, 1939)
De Iduna is een jacht.

## Achtergrond
De Nederlandse scheepsmagnaat Philippus van Ommeren III besloot in 1938 op latere leeftijd zijn laatste zeiljacht, de Iduna, te laten bouwen. Op dat moment was het het grootste jacht dat in Nederland werd gebouwd, meer dan dertig meter lang met een breedte van bijna zes meter. De Iduna is gebouwd door de werf Feadship De Vries in Aalsmeer en ontworpen door Henri de Voogt. De Voogt werd beroemd door het ontwerpen van jachten voor royalty's, waaronder Ramsar voor de sjah van Perzië en Piet Hein voor de indertijd toekomstige Nederlandse koningin Juliana.

## Restauratie van het zeiljacht Iduna
Rond 1999, na een glorieus zeilleven, stond de Iduna op het punt om haar leven als schroot in de jachthaven van Antibes te eindigen. Op dat moment maakte het echtpaar dat aan boord woonde, Giuseppe en Elisabetta Longo, kennis met Johan van den Bruele. Halverwege de jaren 90 zocht Johan van den Bruele, die werkzaam is in de vastgoedsector, een nieuwe project. Omdat hij altijd al geïnteresseerd was in klassieke jachten, wilde hij er zelf een gaan restaureren. Het was echter moeilijk om een geschikt schip te vinden dat nog in een redelijke staat was. In juni 1999 zag Johan van den Bruele de Iduna in Antibes en kocht het schip aan. Voorwaarde daarbij was wel dat de Longo’s het restauratieproject zouden gaan leiden. En zo begon een samenwerking die Iduna terug naar zijn oorspronkelijke staat zou brengen. 
Met het openen van een speciaal hiervoor ingerichte werf in de Italiaanse stad Viareggio werd de basis gelegd van een jarenlange samenwerking. Veel toegewijde vakmensen, onder andere uit het Verenigd Koninkrijk, de Verenigde Staten, Zuid-Afrika, Australië en Polen voegden zich bij het team om aan Iduna's restauratie te gaan werken. In 2002 werd de restauratie voltooid en in september van dat jaar werd het schip te water gelaten.

## Eervolle vermelding en prijs
In mei 2003 werd Iduna door het Yacht Digest-tijdschrift geëerd als 'Beste restauratieproject' en in 2004 won het de eerste prijs van de Italiaanse jachtindustrie in Venetië.